# Empecta piligera
Empecta piligera är en skalbaggsart som beskrevs av Blanchard 1851. Empecta piligera ingår i släktet Empecta och familjen Melolonthidae. Inga underarter finns listade i Catalogue of Life.